# 오 레 아오 오 레 말로
오 레 아오 오 레 말로(O le Ao o le Malo, 사모아어로 '정부 수반')는 사모아 국가의 의례적인 국가원수이다. 이 지위는 1960년 사모아 헌법 제3부에 설명되어 있다. 헌법이 채택될 당시, 미래의 국가 원수는 관습적인 의례에 따라 4명의 타마 아이가 마타이 최고 추장 중에서 선출될 것으로 예상되었다. 이는 헌법상 요구사항이 아니므로 사모아는 입헌군주국이 아닌 의회공화국으로 간주될 수 있다. 정부 언론 사무국은 오 레 아오 오 레 말로를 "의식적 대통령"으로 묘사한다. 소유자에게는 전하의 공식적인 스타일이 부여되며, 주로 4대 왕조의 우두머리도 마찬가지이다.
하원의원은 국가원수가 부재하거나 질병이 있는 경우 등 국가원수로서 직무를 수행할 수 없을 때 국가원수를 대신하는 부원장의 역할을 맡는다.
현재 오 레 아오 오 레 말로는 투이말레알리파노 발레토아 수알라우비 2세(Tuimaleali'ifano Va'aleto'a Sualauvi II)이며, 2017년 7월 21일에 시작된 5년 임기로 선출되었다. 투이말레알리파노는 2022년 8월 24일에 두 번째 5년 임기로 재선되었으며 10월 19일 취임하여 임기를 갱신했다.

## List of heads of state of Samoan
Symbols
- †    Died in office

|  | 초상화 | 이름                                                                    | 임기           | 임기           |
|  | ------ | ----------------------------------------------------------------------- | -------------- | -------------- |
|  |        | Tupua Tamasese Meaʻole                                                  | 1 January 1962 | 5 April 1963 † |
|  |        | 말리에토아 타누마필리 2세                                               | 1 January 1962 | 11 May 2007 †  |
|  |        | Tui Atua Tupua Tamasese Efi Member of the Council of Deputies           | 11 May 2007    | 20 June 2007   |
|  |        | Tuimalealiifano Va'aletoa Sualauvi II Member of the Council of Deputies | 11 May 2007    | 20 June 2007   |
|  |        | Tui Atua Tupua Tamasese Efi                                             | 20 June 2007   | 21 July 2017   |
|  |        | Tuimalealiifano Va'aletoa Sualauvi II                                   | 21 July 2017   | Incumbent      |